# Doritis
Doritis (em português: Dórite) um género botânico pertencente à família das orquídeas (Orchidaceae).

## Etimologia
O nome deste gênero procede da latinização da palavra grega: δόρυ - δόρατος (dóry, dóratos) que significa "lança", em referência ao lábio alabardado deste Gênero. 

“Doritis” também é um dos nomes de Afrodite.
Sinônimos:
- Carteretia

## Lista de especies
- Doritis bifalcis
- Doritis braceana
- Doritis ciliatum
- Doritis esmeralda
- Doritis hebe
- Doritis latifolia
- Doritis paniculata
- Doritis philippinensis
- Doritis pulcherrima
- Doritis buyssoniana (Doritis pulcherrima var. buyssoniana)
- Doritis regnieriana (Doritis pulcherrima f. regnieriana)
- Doritis regnieriana
- Doritis steffensii
- Doritis taenialis
- Doritis wightii

## Híbridos intergenéticos
- Aeriditis : Aerdts ( Aerides x Doritis )
- Ascovandoritis : Asvts ( Ascocentrum x Doritis x Vanda )
- Beardara : Bdra ( Ascocentrum x Doritis x Phalaenopsis )
- Dorandopsis : Ddps ( Doritis x Vandopsis )
- Doricentrum : Dctm ( Ascocentrum x Doritis )
- Doriella : Drlla ( Doritis x Kingiella )
- Doriellaopsis : Dllps ( Doritis x Kingiella x Phalaenopsis )
- Dorifinetia : Dft ( Doritis x Neofinetia )
- Doristylis : Dst ( Doritis x Rhynchostylis )
- Doritaenopsis : Dtps ( Doritis x Phalaenopsis )
- Dorthera : Dtha ( Doritis x Renanthera )
- Gastritis : Gtts ( Doritis x Gastrochilus )
- Hausermannara : Haus ( Doritis x Phalaenopsis x Vandopsis )
- Hugofreedara : Hgfda ( Ascocentrum x Doritis x Kingiella )
- Hagerara : Hgra ( Doritis x Phalaenopsis x Vanda )
- Lichtara : Licht ( Doritis x Gastrochilus x Phalaenopsis )
- Nakagawaara : Nkgwa ( Aerides x Doritis x Phalaenopsis )
- Owensara : Owsr ( Doritis x Phalaenopsis x Renanthera )
- Paulara : Plra ( Ascocentrum x Doritis x Phalaenopsis x Renanthera x Vanda )
- Pelatoritis : Pltrs ( Doritis x Pelatantheria )
- Rhyndoropsis : Rhdps ( Doritis x Phalaenopsis x Rhynchostylis )
- Roseara : Rsra ( Doritis x Kingiella x Phalaenopsis x Renanthera )
- Sladeara : Slad ( Doritis x Phalaenopsis x Sarcochilus )
- Trautara : Trta ( Doritis x Luisia x Phalaenopsis )
- Vandoritis : Vdts ( Doritis x Vanda )
- Vandewegheara : Vwga ( Ascocentrum x Doritis x Phalaenopsis x Vanda )